# Kongō-Klasse (1993)
Die Kongō-Klasse (japanisch こんごう型護衛艦 Kongō-gata goeikan) ist eine Klasse von vier Lenkwaffenzerstörern der japanischen Maritimen Selbstverteidigungsstreitkräfte (JMSDF). Sie sind die ersten Schiffe mit „Tarnkappentechnik“ im Einsatz der japanischen Seestreitkräfte.

## Geschichte

### Planungen und Bau
1984 begann die United States Navy, für das Aegis-Kampfsystem Käufer im Ausland zu suchen. Vier Jahre später, 1988, kam der Vertrag mit der japanischen Marine zustande. Als Trägerschiff für das System wählte die JMSDF einen modifizierten und an japanische Bedürfnisse angepassten Zerstörer der Arleigh-Burke-Klasse. Das erste Schiff, die Kongō, wurde am 8. Mai 1990 auf Kiel gelegt und am 25. März 1993 bei der japanischen Marine in Dienst gestellt. Das letzte Schiff der Klasse, Chōkai, trat 1998 seinen Dienst an.
Zwei weitere Schiffe wurden im Jahr 2000 bestellt, sie wurden als verbesserte Atago-Klasse 2007 in Dienst gestellt.

### Einheiten
| Kennung | Name                 | Bauwerft      | Kiellegung    | Stapellauf         | Indienststellung | Heimathafen | Bemerkungen        |
| ------- | -------------------- | ------------- | ------------- | ------------------ | ---------------- | ----------- | ------------------ |
| DDG-173 | Kongō (こんごう)     | MHI, Nagasaki | 8. Mai 1990   | 26. September 1991 | 25. März 1993    | Sasebo      | 1. Geleitflottille |
| DDG-174 | Kirishima (きりしま) | MHI, Nagasaki | 7. April 1992 | 19. August 1993    | 16. März 1995    | Yokosuka    | 2. Geleitflottille |
| DDG-175 | Myōkō (みょうこう)   | MHI, Nagasaki | 8. April 1993 | 5. Oktober 1994    | 14. März 1996    | Maizuru     | 3. Geleitflottille |
| DDG-176 | Chōkai (ちょうかい)  | IHI, Tokio    | 29. Mai 1995  | 27. August 1996    | 20. März 1998    | Sasebo      | 4. Geleitflottille |

## Technische Beschreibung

### Rumpf und Antrieb
Der Rumpf eines Zerstörers der Kongō-Klasse ist 161 Meter lang, 21 Meter breit und hat bei einer Verdrängung von 9.500 Tonnen einen Tiefgang von 6,2 Metern.
Der Antrieb erfolgt durch vier Gasturbinen (COGAG-Antrieb), Ishikawajima Harima/General Electric-Gasturbinen LM2500-30, mit einer Gesamtleistung von 100.000 PS (73.550 kW). Die Leistung wird an zwei Wellen mit je einer Schraube abgegeben. Die Höchstgeschwindigkeit beträgt 30 Knoten (56 km/h).

### Bewaffnung
Neben denn zwei separat aufgeführten Waffensystemen verfügen die Schiffe der Klasse über ein 127-mm-Geschütz in Kaliberlänge 54 von Oto Melara, einem Mk 41 Vertical Launching System mit 90 Zellen für RUM-139 VL-ASROC-Anti-U-Boot-Raketen und SM-2 bzw. SM-3 Flugabwehrraketen und zwei Vierfachstarter für RGM-84 Harpoon-Seezielflugkörper. Des Weiteren noch vier Mk 36 SRBOC-Täuschkörperwerfer zum Abfeuern von Düppel- und Infrarotraketen, ein geschlepptes AN/SLQ-25 Nixie-Torpedotäuschsystem und eine Reihe von Handfeuerwaffen.
Der Einsatz eines Hubschraubers ist möglich, aber die Schiffe der Klasse verfügen über keinen dauerhaften Hangar zur Unterbringung der Maschine.

#### Nahbereichsverteidigungssystem
Zur Nächstbereichsverteidigung dienen zwei radargesteuerte Maschinenkanonensysteme Phalanx Mk.15. Dieses System besteht aus einem Geschützturm mit einer 20-mm-Maschinenkanone des Typ M61 Vulcan und einem separaten Feuerleitradar. Es ist daher nicht auf die Feuerleitung durch die Gefechtsleitzentrale des Trägerschiffes angewiesen und benötigt von diesem nur Energie. Das System kann gegen anfliegende Flugkörper, Luftfahrzeuge und Seeziele eingesetzt werden.

#### Torpedorohre
Die Torpedorohr-Drillinge vom Typ HOS 302 befinden sich auf Höhe der achteren Phalanx-CIWS, sowohl an Backbord als auch an Steuerbord auf dem Oberdeck. Der Drilling kann nach außen gedreht werden, um Mark-46-Torpedos mit Druckluft auszustoßen. Dies geschieht je nach Einstellung mit 10–126 bar. Die Rohre des Werfers bestehen aus Kunststoff, die Masse einer Einheit beträgt etwa eine Tonne.

### Elektronik
Die Hauptradaranlage an Bord ist das SPY-1-Radar des AEGIS-Systems, dessen vier Flächenantennen sich an den Aufbauten befinden. Die Feuerleitung der RIM-67-Luftabwehrraketen erfolgt durch drei AEGIS FCS Mk99-Radare, deren Antennen sich auf den Aufbauten befinden. Als Bugsonar verwenden die Schiffe ein OQS-102-Sonar. Die Computeranlagen des AEGIS-Systems wurden um eine U-Jagdkomponente erweitert, um den Anforderungen der japanischen Marine gerecht zu werden.
Zur elektronischen Kriegführung befindet sich das NOLQ-2-Störsystem an Bord.

## Besatzung
Die Besatzung hatte eine Stärke von 310 Offizieren, Unteroffizieren und Mannschaften.